# Шериф, Музафер
Музафер Шериф (имя при рождении Музафер Шериф Башоглу тур. Muzaffer Şerif Başoğlu; 29 июля 1906 — 16 октября 1988) — турецкий психолог, автор ряда известных экспериментов в социальной психологии.

## Биография
Музафер Шериф Башоглу, позднее сменивший имя на Музафер Шериф, вырос в состоятельной турецкой семье в пригороде Измира. В 1919 году дом был захвачен греческими войсками, многие жители дома были убиты. По словам Шерифа, греческий солдат уже опустил свой штык, чтобы убить и его, но потом передумал и оставил тринадцатилетнего подростка в живых. Этот факт сильно повлиял на его последующую жизнь: темой исследований Шерифа стали механизмы межгруппового конфликта.
Он получил степень бакалавра в Американском международном колледже (Измир, 1927), затем степень магистра в Стамбульском университете (1927), после чего выиграл общенациональный конкурс стипендий на учёбу за границей. Шериф отправился в США, где защитил вторую магистерскую диссертацию (1932) в Гарвардском университете, который выбрал из-за того, что там преподавал Уильям Джеймс. В ходе обучения его интересы сосредоточились в основном вокруг политики и социологии, Шериф активно интересовался текущими политическими событиями, в основном в ракурсе воздействия на восприятие людей. Его исследования этого времени были посвящены, например, влиянию безработицы на восприятие безработных, которые, например, не знали, какой сейчас день недели, потому что это не играло никакой роли в их жизни. Возвращаясь в Турцию, он остановился в Берлине, где прослушал несколько лекций Вольфганга Кёлера. Он отмечал, что ситуация прихода Гитлера к власти была полна чрезвычайно ценных моментов для исследователя, интересующегося отношениями между людьми. В 1935 году он вновь приехал в США, чтобы под руководством Гарднера Мёрфи защитить в Колумбийском университете докторскую диссертацию под названием «Некоторые социальные факторы в восприятии», а в 1936 опубликовал свою первую книгу «Психология социальных норм».
Классический эксперимент Шерифа с использованием автокинетического эффекта, проведённый им в 1935 году, выглядел следующим образом. В совершенно тёмной комнате на расстоянии 5 метров от испытуемых размещался точечный источник света, что должно создавать у испытуемых иллюзию движения (автокинетический эффект, описанный X. Адамсом в 1912).
Инструкция испытуемому выглядела следующим образом: «Когда в комнате погаснет свет, вам будет дан сигнал приготовиться и затем вы увидите источник света. Через короткое время свет начнет перемещаться. Как только вы заметите движение, нажмите на телеграфный ключ перед вами. Через несколько секунд свет исчезнет. Тогда укажите расстояние, на которое переместился источник света. Постарайтесь давать максимально точные ответы».
В одной из групп экспериментатор сначала проводил эксперимент с группой, а потом с каждым участником по отдельности, а в другой — в обратном порядке. Было показано, как групповое обсуждение влияет на высказываемые позже индивидуальные оценки.
После защиты диссертации Шериф вернулся в Анкару, где с помощью студентов переводил на турецкий язык основные книги по психологии. Он не скрывал своей оппозиционности нацистскому движению, за что был помещён в тюрьму, однако через четыре месяца был освобождён благодаря действиям американских дипломатов (предпринятых по настоянию американских аспирантов Шерифа) и в 1944 году навсегда переехал в США.